# Rivière Jean-Venne
Rivière Jean-Venne är ett vattendrag i Kanada.   Det ligger i provinsen Québec, i den sydöstra delen av landet, 160 km nordost om huvudstaden Ottawa.
I omgivningarna runt Rivière Jean-Venne växer i huvudsak blandskog. Runt Rivière Jean-Venne är det glesbefolkat, med 20 invånare per kvadratkilometer.